# 오비토케정
오비토케정(帯解町)은 나라현 북서부, 소에카미군에 속해있던 정이다. 현재는 나라시 남부, 오비토케역역 주변에 해당한다.

## 역사
- 1889년 4월 1일 - 정촌제 시행에 의해 소에카미군 후시미촌이 성립하였다.
- 1927년 11월 3일 - 정으로 승격해 후시미정이 되었다.
- 1955년 3월 15일 - 후시미정, 오비토케정, 다쓰이지촌, 고카다니촌, 메이지촌과 함께 나라시에 편입되었다.

## 교통

### 철도
- 일본국유철도
  - 사쿠라이선

### 도로
- 주요 지방도 나라 단바시선